# Ice Cream (Battles)
Ice Cream è un singolo dei Battles, tratto dal loro secondo album studio Gloss Drop.
Il 23 marzo del 2011 l'etichetta Warp Records ha reso disponibile sul mercato mondiale solo 3 000 copie del vinile da 12 pollici. Mentre lo stesso giorno il singolo è stato reso disponibile anche per il download digitale.

## Il brano
Il compositore di musica elettronica Matias Aguayo è ospite come vocalist. David Konopka, bassista e chitarrista del gruppo, commenta: «La canzone aveva come una sensualità sottintesa e lui l'ha portata al livello ancora più alto che il brano richiedeva».
Il testo, come ha dichiarato John Stanier, è in "spanglish", un misto tra lo spagnolo e l'inglese. Il gruppo ha deciso di non rendere disponibili i testi delle canzoni non strumentali sul libretto dei cd o sul proprio sito internet, proprio perché le parti vocali sono considerate uno strumento musicale come un altro, quindi il significato delle parole è messo in secondo piano rispetto alla loro musicalità.
Il singolo è stato registrato e mixato da Keith Souza e Seth Manchester nello studio Machines With Magnets a Pawtucket nel Rhode Island con la produzione artistica di Dave Konopka, mentre la masterizzazione, affidata a Ryan Smith, è avvenuta allo studio Sterling Sound di New York.

## Copertina
La copertina del vinile, realizzata con gli scatti di Lesley Unruh, è disponibile in tre versioni diverse, ognuna corrispondente alla rappresentazione di un gusto di gelato: fragola, vaniglia e cioccolato. Sul sito web del gruppo l'internauta viene avvertito con la frase: «We do not recommend tasting your copy» («Non consigliamo di assaggiare la tua copia»).

## Videoclip
Il videoclip è stato prodotto dalla Warp Films e diretto da Luis Cerveró, Nicolás Méndez e Lope Serrano, collettivo di registi di Barcellona uniti sotto il nome di "Canada". La fotografia è stata affidatata a Marc Goméz De Moral, che ha avuto una nomination per gli UK Music Video Awards 2011.
Si tratta di un collage di varie riprese in apparenza concettualmente scollegate tra loro, talvolta sovrapposte in dissolvenza, alternato a scene del gruppo che esegue il brano insieme a Matias Aguayo.

## Critica
Alla fine del 2011 la canzone è stata considerata dal New Musical Express il 6° miglior brano dell'anno, il 15° da The Guardian, il 25° da Slant Magazine e il 47° da Pitchfork.

## Tracce
1. Ice Cream (feat. Matias Aguayo) – 4:37 (musica: David Konopka, Ian Williams, John Stanier, Matias Aguayo; edizioni musicali Warp Music / Kompakt Music)
2. Black Sundome – 2:42 (edizioni musicali Warp Music)
3. Ice Cream (Instrumental Version) – 4:37 (musica: David Konopka, Ian Williams, John Stanier, Matias Aguayo; edizioni musicali Warp Music / Kompakt Music)

Durata totale: 11:56

## Formazione[2]
- Ian Williams – chitarra, tastiere
- David Konopka – basso, chitarra, effetti
- John Stanier – batteria

### Altri musicisti
- Matias Aguayo – voce